# Obermembach

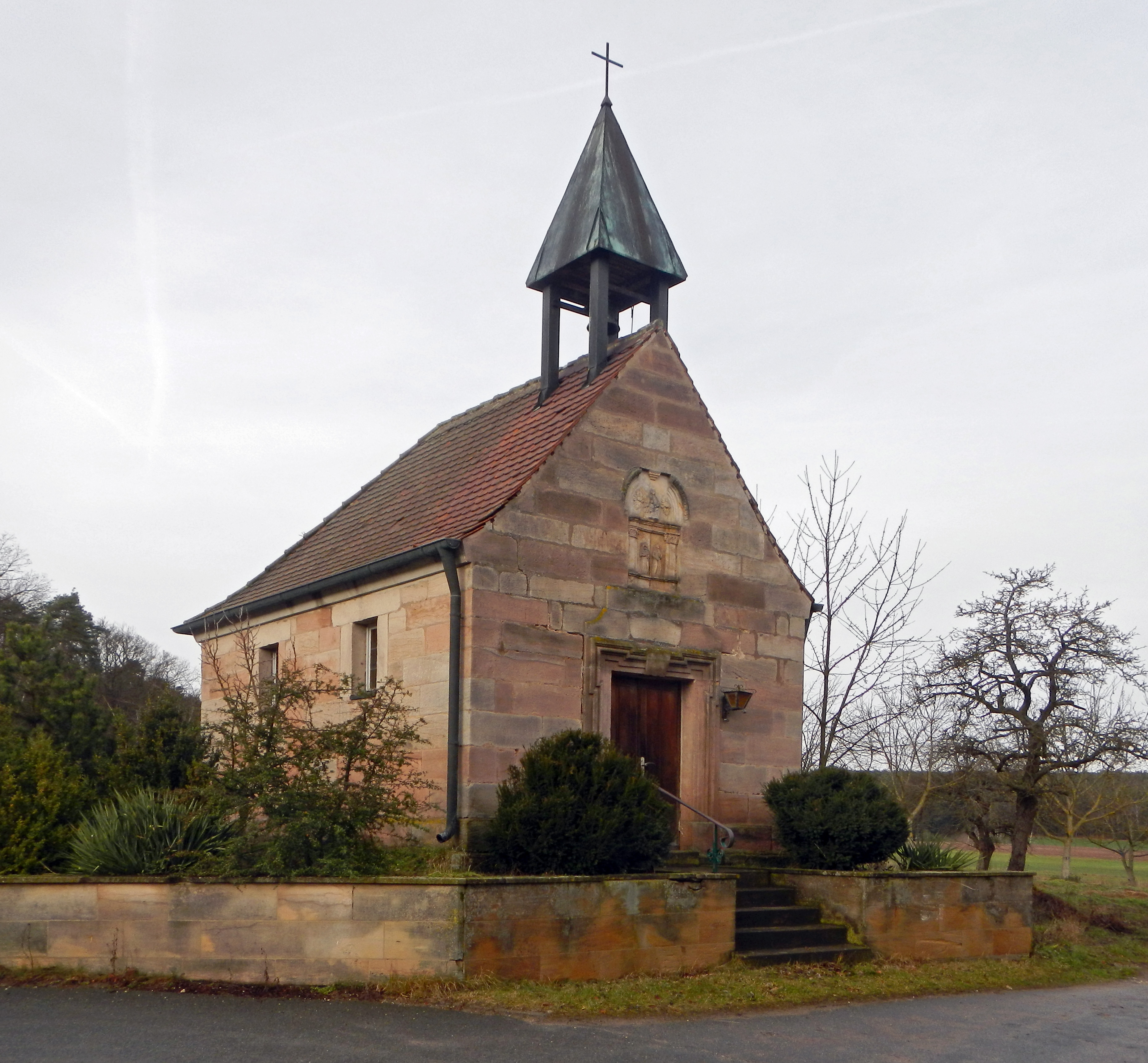
Kapelle St. Valentin

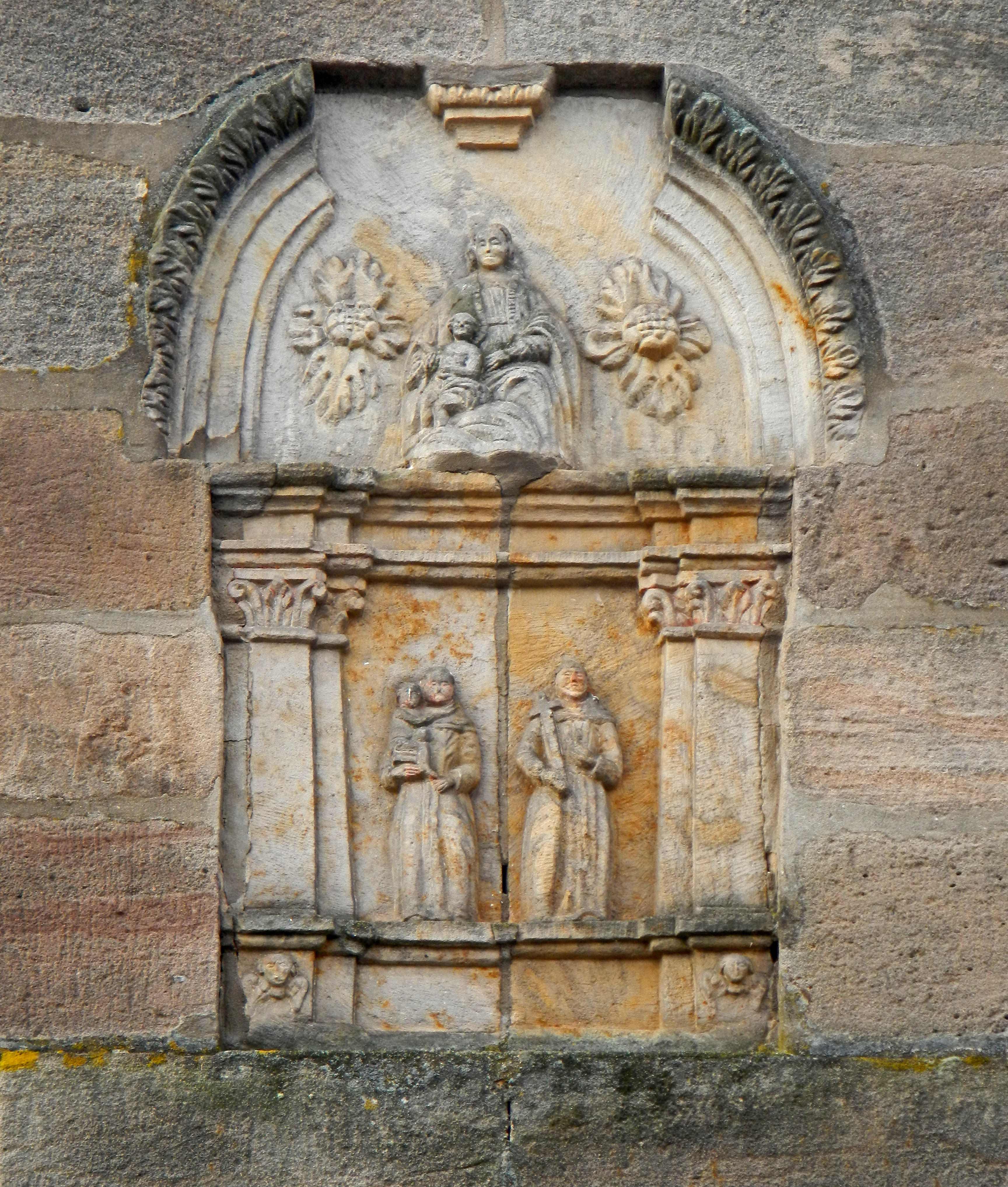
Sandsteinerne Wandskulpturen an der Kapelle St. Valentin

Obermembach ist ein Gemeindeteil der Gemeinde Heßdorf im Landkreis Erlangen-Höchstadt (Mittelfranken, Bayern). Obermembach liegt in der Gemarkung Heßdorf.

## Geographie
Beim Weiler entspringt der Membach, der eine Kette von Weihern speist (Sarweiher, Großer Weiher, Membachweiher) und ein rechter Zufluss der Seebach ist. Der Ort liegt in einer kleinen Waldlichtung. Im Norden wird das Waldgebiet Haidschlag genannt. Dort erhebt sich der Roschberg. Auch im Westen gibt es eine Erhebung, Auracher Höhe genannt. Eine Gemeindeverbindungsstraße verläuft nordöstlich nach Mittelmembach (1,1 km nordöstlich).

## Geschichte
1050 wurden die Ministerialen Sizzo und Iggelhart de Mennenbach urkundlich erwähnt. Dies ist zugleich die erste urkundliche Erwähnung von (Ober-)Membach als deren Herrensitz. In der Folgezeit wechselten die Lehensträger. Der eine Lehensträger war 1170 das Domstift Bamberg, der andere Lehensträger war 1174 das Karmelitenkloster Bamberg. Die Ansprüche des Klosters wurden 1335 an den Nürnberger Patrizier Konrad Groß verkauft, der diese auf das von ihm 1339 gegründete Nürnberger Heilig-Geist-Spital übertrug. 1390 war auch Ulrich Pfinzing Lehensträger im Ort. Während des Dreißigjährigen Kriegs brannten Tillys Söldner den Ort völlig nieder. Die Bamberger Güter wurden nach dem Krieg nicht mehr aufgebaut. Danach gab es nur noch zwei Höfe, die dem Heilig-Geist-Spital unterstanden. Von Margarete Gumbmann wurde eine Kapelle gestiftet. Diese wurde am 29. Oktober 1725 geweiht und erhielt das Patrozinium Valentin.
Gegen Ende des 18. Jahrhunderts gab es in Obermembach zwei Anwesen. Das Hochgericht übte das bambergische Centamt Herzogenaurach aus. Das Nürnbergische Spitalamt Heilig Geist war Grundherr der beiden Güter.
Im Rahmen des Gemeindeedikts wurde Obermembach dem 1811 gebildeten Steuerdistrikt Hammerbach zugeordnet. Es gehörte der 1818 gegründeten Ruralgemeinde Heßdorf an.

### Baudenkmal
- Katholische Kapelle St. Valentin (Obermembach)

### Einwohnerentwicklung
| Jahr      | 1818  | 1861   | 1871   | 1885   | 1900   | 1925   | 1950   | 1961   | 1970   | 1987   | 2022  |
| Einwohner | 23    | 42     | 32     | 36     | 32     | 41     | 40     | 33     | 28     | 44     | 34    |
| Häuser    | 5     |        |        | 7      | 8      | 6      | 7      | 7      |        | 8      |       |
| Quelle    | [ 9 ] | [ 10 ] | [ 11 ] | [ 12 ] | [ 13 ] | [ 14 ] | [ 15 ] | [ 16 ] | [ 17 ] | [ 18 ] | [ 1 ] |

## Religion
Der Ort ist römisch-katholisch geprägt und nach Geburt Mariens (Hannberg) gepfarrt. Die Einwohner evangelisch-lutherischer Konfession sind nach St. Kilian (Kairlindach) gepfarrt.